# Condado de Gondomar
El condado de Gondomar es un título nobiliario español creado el 12 de junio de 1617 por el rey Felipe III en favor de Diego Sarmiento de Acuña, señor de Gondomar, mayordomo del rey y embajador.
Su denominación hace referencia a la localidad de Gondomar, municipio español situado en el suroeste de la provincia de Pontevedra, en la Comunidad Autónoma de Galicia.

## Condes de Gondomar
|                         | Titular                                                                  | Periodo                 |
| Creación por Felipe III | Creación por Felipe III                                                  | Creación por Felipe III |
| ----------------------- | ------------------------------------------------------------------------ | ----------------------- |
| I                       | Diego Sarmiento de Acuña                                                 | 1617-1626               |
| II                      | Diego Sarmiento de Sotomayor y Acuña                                     | 1626-1690               |
| III                     | Pedro Sarmiento y Álvarez de Toledo                                      | 1690-1721               |
| IV                      | Mariana de la Encarnación Sarmiento de Toledo y Eraso-Vargas de Carvajal | 1721-1748               |
| V                       | Josefa Joaquina Álvarez de Toledo Sarmiento y Palafox                    | 1748-1758               |
| VI                      | Joaquín María Enríquez de Pimentel y Toledo                              | 1758-1792               |
| VII                     | María Petronila de Alcántara Enríquez y Cernesio                         | 1792-1802               |
| VIII                    | Manuel Antonio María de la Soledad Fernández de Córdoba                  | 1802-1805               |
| IX                      | Joaquín Fernández de Córdoba y Pacheco                                   | 1805-1871               |
| X                       | Gonzalo Fernández de Córdoba y Álvarez de las Asturias-Bohorques         | 1871-1892               |
| XI                      | Gonzalo Fernández de Córdoba y Quesada                                   | 1892-1948               |
| XII                     | Gonzalo Fernández de Córdoba y Calleja                                   | 1961-2010               |
| XIII                    | Gonzalo Fernández de Córdoba y Narváez                                   | 2011-hoy                |

## Historia de los condes de Gondomar

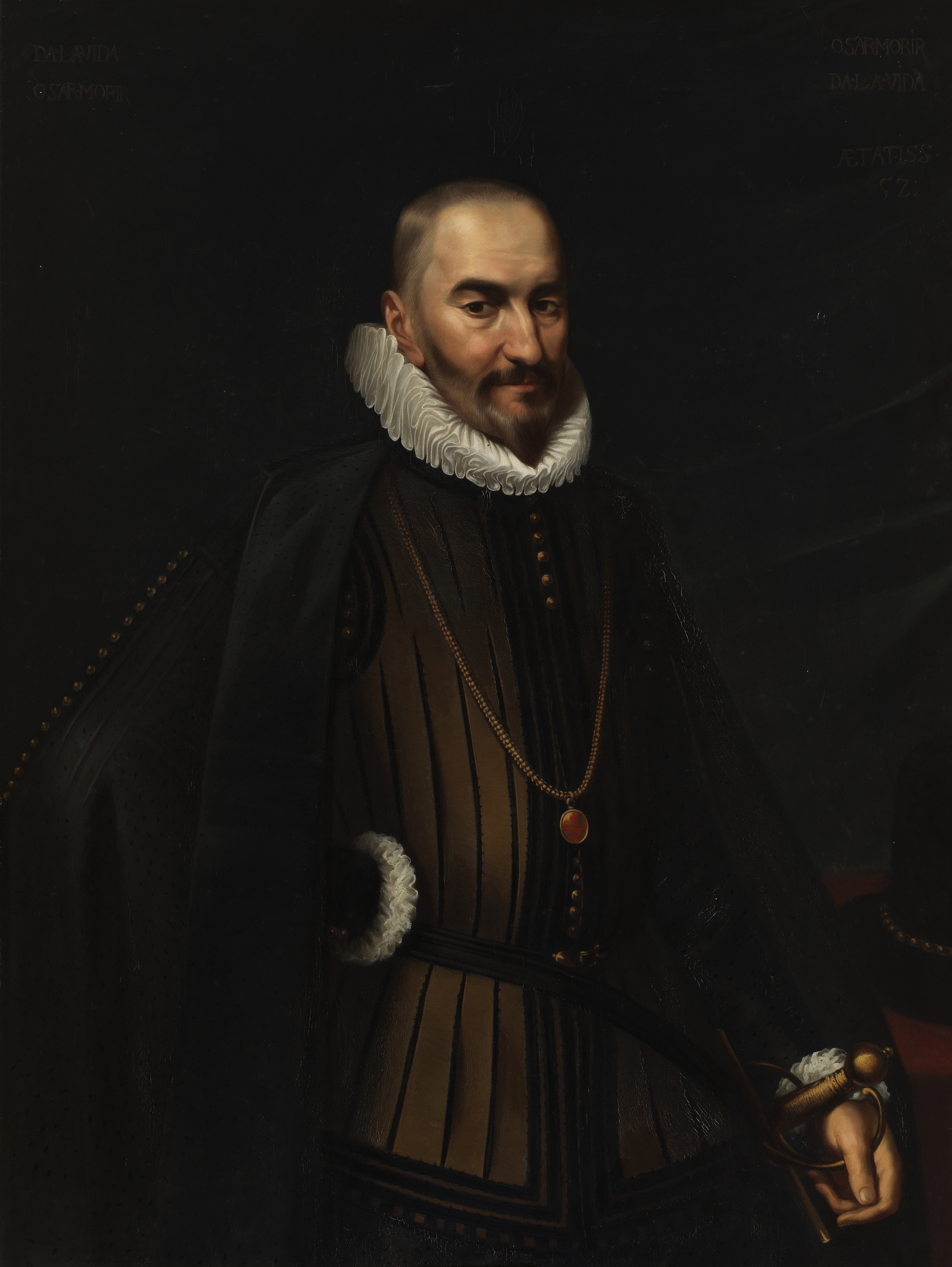
Diego Sarmiento de Acuña, I conde de Gondomar, por José María Galván y Candela.

- Diego Sarmiento de Acuña (Astorga, 1 de noviembre de 1567-Casalarreina, La Rioja, 2 de octubre de 1626), I conde de Gondomar, caballero de la Orden de Calatrava, su visitador general (1600) y comendador de Almagro (1590), Guadalerza (1603) y Monroyo (1608), gobernador de la gente de guerra de Bayona y del castillo de Monte Real (1596), corregidor de Toro (1597) y Valladolid (1602), contador mayor del Consejo de Hacienda (1604), notario mayor del reino de Toledo (1609), regidor perpetuo y alférez mayor de Valladolid (1612), embajador en Londres (1613-1618, 1620-1622, 1624-1626), mayordomo mayor del Príncipe de Asturias, consejero de Estado (1623).[2]

Casó en primeras nupcias el 27 de diciembre de 1581 con su sobrina Beatriz Sarmiento y Mendoza, fallecida el 20 de julio de 1586 sin dejar descendencia, y en segundas nupcias el 1 de noviembre de 1588, en Valladolid, con Constanza de Acuña, hija de Lope de Acuña, militar al servicio del duque de Alba en Flandes, y de Isabel de Lompré. Le sucedió su nieto:
- Diego Sarmiento de Sotomayor y Acuña (25 de julio de 1616-1690), II conde de Gondomar, caballero de la Orden de Santiago.[4][3] Era hijo de Lope Ambrosio Sotomayor y Acuña (1589-1618) y su esposa Aldonza Clara de Sotomayor y Figueroa.[3]

Casó con Francisca María de Toledo y Osorio Feijoo de Nova y Leyva, I marquesa de Montalbo, II marquesa de Belvis, señora de las casas de Zamudio y Sagasti, que era hija de Pedro de Toledo y Leyva, I marqués de Mancera, y su primera esposa Luisa Feijoo de Nova y Zamudio, I marquesa de Belvis.
- Pedro Sarmiento y Álvarez de Toledo (m. 4 de abril de 1721), III conde de Gondomar, III marqués de Mancera, caballero de Santiago, fiscal y miembro del Consejo y de la Cámara de Castilla.[4][5]

Casó en primeras nupcias con María Josefa de Eraso Vargas y Carvajal, III condesa del Puerto, III condesa de Humanes —hija de Carlos de Vargas-Carvajal y Pacheco de Eraso y su esposa María Ventura de Córdoba— y en segundas nupcias con Inés de Palafox y Zúñiga —hija de Juan Francisco II de Palafox y Folch de Cardona, IV marqués de Ariza, VII marqués de Guadalest—. Le sucedió una hija de su primer matrimonio:
- Mariana de la Encarnación Sarmiento de Toledo y Eraso-Vargas de Carvajal (m. 1748), IV condesa de Gondomar, IV marquesa de Mancera, III marquesa de Montalbo, V condesa del Puerto, V condesa de Humanes (por renuncia de su hermana), señora de Mohernando y Cañal.[4]

Casó en primeras nupcias el 14 de septiembre de 1709, en la iglesia de Santa Cruz de Madrid, con Juan de Dios Pacheco y Téllez-Girón (m. 1722) —hijo de Juan Francisco de Toledo, V duque de Uceda, III conde de la Puebla de Montalbán etc., y su esposa Isbel María de Sandoval y Girón— y en segundas nupcias con Domingo Portocarrero y Funes de Villalpando (m. 1750). Le sucedió, del segundo matrimonio de su padre, su hermanastra:

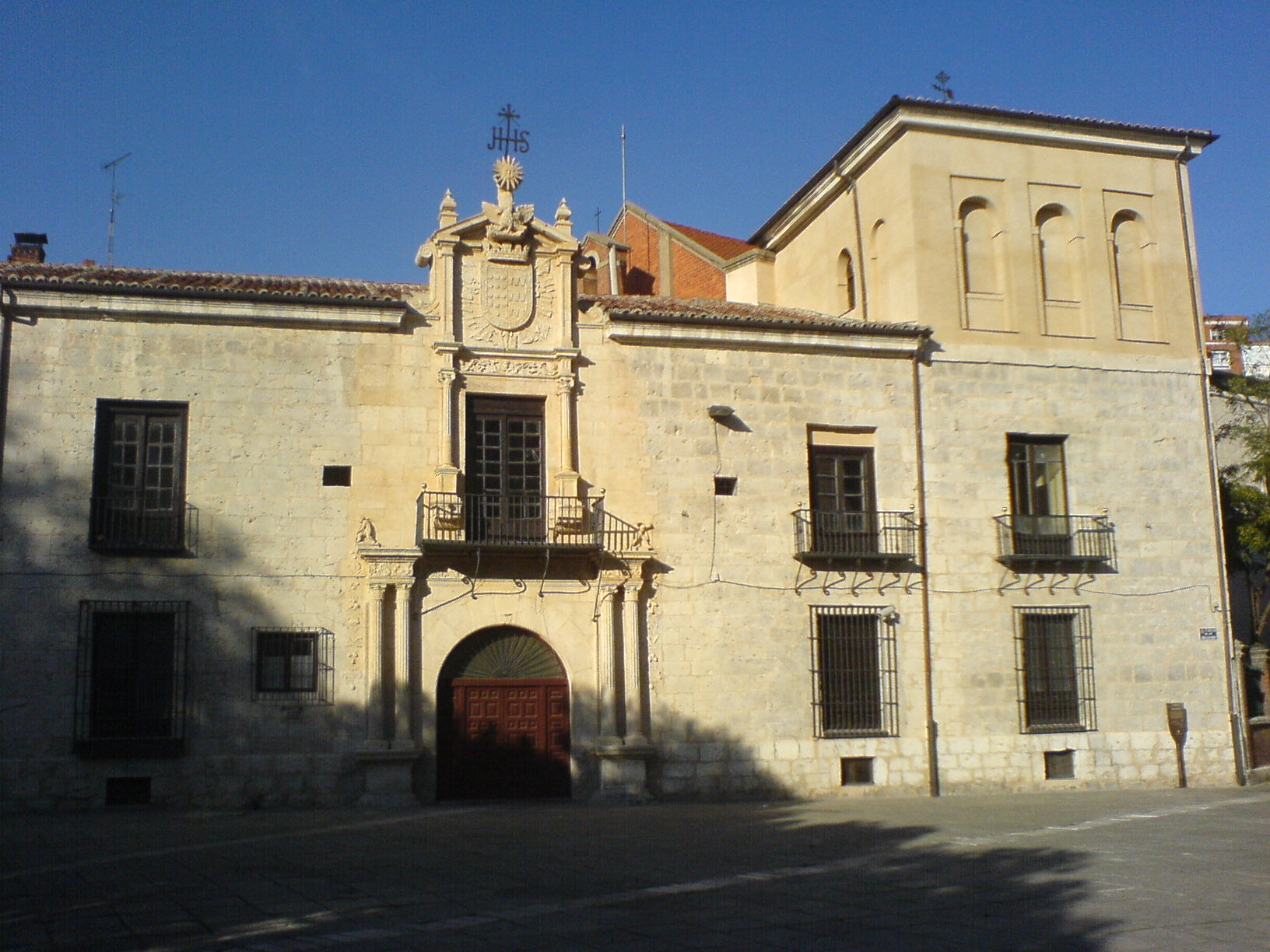
Palacio del Conde de Gondomar en Valladolid.

- Josefa Joaquina Álvarez de Toledo Sarmiento y Palafox, V condesa de Gondomar, V marquesa de Mancera, IV marquesa de Montalbo.[8]

Casó con José Francisco Alonso-Pimentel y Zaulart (m. 1765), VI marqués de Malpica, VII marqués de Povar, IV conde de Navalmoral. Le sucedió su hijo:
- Joaquín María Enríquez de Pimentel y Toledo, Dávila Zúñiga y Barroso de Ribera (m. 1792), VI conde de Gondomar, XII duque de Medina de Rioseco, VIII marqués de Povar,[10] VII marqués de Malpica, V marqués de Montalbo, XIV conde de Melgar, V y último conde de Navalmoral, y VI marqués de Mancera.[10]

Casó en 1761 con María Bernarda Cernesio (m. 1802). Le sucedió su única hija:
- María Petronila de Alcántara Enríquez y Cernesio, Pimentel y Guzmán (Madrid, 19 de noviembre de 1746-Madrid, 29 de febrero de 1802),  VII condesa de Gondomar, VIII marquesa de Malpica, VII marquesa de Mancera, IX marquesa de Povar, VI marquesa de Montalbo.[10]

Casó el 12 de octubre de 1761 con Pedro de Alcántara Fernández de Córdoba, XII duque de Medinaceli, VIII duque de Camiña, XI duque de Feria, X duque de Alcalá de los Gazules, XII duque de Segorbe, XIII duque de Cardona etc. Le sucedió su hijo:
- Manuel Antonio María de la Soledad Fernández de Córdoba (13 de junio de 1764-26 de septiembre de 1805), VIII conde de Gondomar, IX marqués de Malpica, VIII marqués de Mancera, X marqués de Povar, VII marqués de Montalbo.[12]

Casó el 15 de abril de 1781, en la iglesia de San José de Madrid, con María del Carmen Pacheco Téllez-Girón Fernández de Velasco, V duquesa de Arión. Le sucedió su hijo:
- Joaquín Fernández de Córdoba y Pacheco (Madrid, 22 de abril de 1787-Madrid, 1 de octubre de 1871), IX conde de Gondomar, VI duque de Arión, X marqués de Malpica, IX marqués de Mancera, VIII marqués de Montalbo, XII marqués de Povar, XVII señor de Valdepusa, caballerizo mayor y sumiller de corps de la reina Isabel II.[12]

Casó el 23 de julio de 1818 con María de la Encarnación Francisca de Asís Álvarez de las Asturias Bohorquez y Chacón (1798-1863), dama noble de la Orden de María Luisa. Le sucedió su hijo:
- Gonzalo Fernández de Córdoba y Álvarez de las Asturias-Bohorques (Real Sitio de San Ildefonso, 6 de agosto de 1834-Madrid, 23 de diciembre de 1892), X conde de Gondomar.[13]

Casó el 24 de marzo de 1866, en Madrid, con Matilde de Quesada y Bayo (1846-1926). Le sucedió su hijo:
- Gonzalo Fernández de Córdoba y Quesada (Zamora, 27 de enero de 1868-22 de octubre de 1948), XI conde de Gondomar, coronel de caballería, gentilhombre del rey.[14]

Casó con Francisca Parrella y Bayo, fallecida el 16 de abril de 1940. Previa orden del 3 de marzo de 1960 para que se expida la correspondiente carta de sucesión (BOE del día 11 del mes), le sucedió su nieto:
- Gonzalo Fernández de Córdoba y Calleja (1929-2010), XII conde de Gondomar.[14][15] Era hijo de Gonzalo Fernández de Córdoba y Parrella (1898-1948), teniente coronel de caballería, y su esposa Carmen Calleja Gutiérrez.[14]

Casó el 8 de marzo de 1956 con Pilar Narváez Patiño (n. 1931). El 19 de enero de 2011, previa orden del 22 de diciembre de 2010 para que se expida la correspondiente carta de sucesión (BOE del 10 de enero siguiente), le sucedió su hijo:
- Gonzalo Fernández de Córdoba y Narváez (n. 11 de enero de 1957[16]), XIII conde de Gondomar.[14][17]

Casó el 24 de septiembre de 1984, en Madrid, con Mercedes Ordeig y de Olazábal.